# Mac & Devin Go to High School (filme)
Mac & Devin Go to High School (Mac & Devin no Colegial (título em Portugal) ou Mac e Devin Vão Para a Escola (título no Brasil)) é um filme de 2012, estrelado por Snoop Dogg e Wiz Khalifa.

## Sinopse
Mac Johnson (Snoop Dogg) curte a vida como um dos alunos mais populares da escola, sem pressa para terminar os estudos, enquanto Devin Overstreet (Wiz Khalifa) é um verdadeiro nerd em busca das notas perfeitas para garantir sua vaga na universidade.

## Lançamento
O filme estava previsto para lançar em DVD no dia 20 de abril de 2012, no entanto, foi então adiado para 3 de julho de 2012.

## Elenco
- Mac Johnson  – Snoop Dogg
- Devin Overstreet – Wiz Khalifa
- Sr. Armstrong – Mike Epps
- Vice-diretor Skinfloot – Derek D
- Diretora Cummings – Luenell
- Srta Huck – Teairra Mari
- Ashley – Teni Panosian
- Joelho quebrado – Andy Milonakis
- Mahatma Chang Greenberg – Paul Iacono